# Transition Tour
Este nuevo formato perteneciente a la ITF será lanzado en 2019 como parte de una importante reestructuración del tenis profesional.
La creación del circuito de transición está basada en una investigación de la ITF que muestra que mientras que más de 14.000 jugadores compiten cada año en torneos profesionales, solamente alrededor de 350 hombres y 250 mujeres alcanzan a cubrir los costos, sin incluir los gastos del entrenamiento. Una gran cantidad de jugadores juveniles está compitiendo en el circuito profesional, pero la transición al nivel de los mejores 100 está tomando demasiado tiempo.
Esto se desarrollará dentro de una estructura de circuito más localizada que reduce los costos en los que incurren los jugadores y los organizadores de torneos. Esto también incrementará las oportunidades de que los jugadores de más países se unan a la trayectoria y estén respaldados en su transición al tenis profesional.
Además, formará parte de una nueva estructura mundial de torneos que se ha acordado entre la ITF, la ATP y la WTA para abordar los desafíos actuales del nivel inicial. Se espera que esta estructura reduzca la cantidad de jugadores profesionales con rankings en la ATP y la WTA, de 3000 jugadores a aproximadamente 750 hombres y 750 mujeres.
Estos nuevos torneos, que ofrecerán 15.000 dólares en premios, reemplazarán a los torneos existentes de 15.000 de hombres y mujeres del Pro Circuit de ITF de 2019, y otorgarán ITF Entry Points en lugar de puntos de ranking de ATP y WTA.

## Sistema de puntos
En el tenis masculino de 2019, los torneos de Pro Circuit de ITF de USD 25.000 ofrecerán tanto puntos de ranking de ATP (rondas posteriores) como ITF Entry Points (todas las rondas); mientras que las rondas clasificatorias de los torneos ATP Challenger también ofrecerán puntos de ranking de ATP (todos los partidos) e ITF Entry Points (torneos de hasta USD 125.000 en premios en metálico). A partir de 2020, se anticipa que los torneos masculinos de USD 25.000 también formarán parte del nuevo circuito y ofrecerán solamente ITF Entry Points.
Muchos jugadores terminarán compitiendo tanto en el Transition Tour como en los torneos de puntos de ranking de ATP/WTA y, por lo tanto, tendrán ranking profesional y una categoría de ITF Entry Points.
Según la nueva estructura, los dos sistemas están vinculados a jugadores que pueden usar su categoría de ITF Entry Points para ganar aceptación en los partidos profesionales. Lugares reservados de torneo Para que los talentosos jugadores jóvenes y del transition tour puedan progresar más rápidamente hacia al siguiente nivel, los diferentes sistemas de ranking estarán unidos para garantizar lugares reservados en los torneos de la siguiente manera:
Hombres: lugares reservados para los mejores jugadores con ranking de ITF Entry Points en las rondas clasificatorias de los torneos Challenger de ATP (hasta nivel de USD 125.000 en premios en metálico). La cantidad de lugares reservados será determinada posteriormente, de acuerdo con la investigación y los controles adicionales.

## Restricciones
La ITF, la ATP y la WTA implementarán nuevas reglas de "revisiones" para evitar que los jugadores con ranking más alto compitan en los torneos del transition tour para aumentar las oportunidades de otros jugadores. Actualmente, cualquier jugadora que esté fuera de las mejores 10 y cualquier jugador que esté fuera de los mejores 150 pueden jugar en torneos de USD 15.000. De acuerdo con la nueva estructura, se espera que la mayoría de los jugadores con rankings ATP y WTA elijan ingresar en los torneos profesionales.

## El nuevo ranking
La implementación de los nuevos sistemas de ranking de la ATP, la WTA y la ITF se llevará a cabo a finales de 2018. Los puntos de ranking de ATP o WTA obtenidos en los torneos del Pro Circuit de ITF de USD 15.000 (además de puntos de ATP obtenidos en rondas tempranas de torneos del Pro Circuit de ITF de USD 25.000 y sorteos de clasificación de Challenger) en 2018 se convertirán en ITF Entry Points. La ITF, la ATP y la WTA llevarán a cabo equivalencias de ranking a lo largo de 2018, para que todos los jugadores puedan ver su ranking profesional y para que la categoría de ITF Entry Points quede dentro del nuevo sistema.

## Requisitos de organización
Más asociaciones nacionales tendrán la oportunidad de organizar partidos gracias a que los requisitos de organización de los torneos del transition tour serán más económicos. Los torneos durarán menos que los eventos del Pro Circuit y se llevarán a cabo durante siete días (incluyendo la clasificación). No hay requisitos para organizar tres torneos consecutivos según la normativa actual para los torneos del Pro Circuit masculinos; y hay una disminución en los requisitos que deben cumplirse. Se anticipa que esto incrementará la cantidad de naciones que organicen torneos en 2019, lo cual les otorga oportunidades a más jugadores.